# Magma (Jonathan Darque)
Magma, il cui vero nome è Jonathan Darque, è un personaggio dei fumetti, creato da David Michelinie (testi) e da Herb Trimpe e Mike Esposito (disegni), pubblicato dalla Marvel Comics. La sua prima apparizione è in Marvel Team-Up (prima serie) n. 110 (ottobre 1981).
È un ragazzo mutato in seguito a esperimenti dell'associazione Roxxon Oil Company. Jonathan è un nemico della Torcia Umana, dell'Uomo Ragno e soprattutto di Iron Man. È dotato di una potente e dura armatura che gli avvolge il corpo.

## Poteri e abilità
Magma indossa un'armatura resistentissima, in grado di sopportare calori estremamente alti, fino ad arrivare a 1200 gradi Celsius (in pratica la temperatura del magma sotto la crosta terrestre); oltre a ciò, lo protegge dalle radiazioni nucleari. Come arma utilizza una mazza chiodata fatta dello stesso materiale dell'armatura, il che lo rende un temibile nemico negli scontri ravvicinati. L'arma più potente di cui dispone è un cannone montato sul braccio destro con cui spara sfere di magma incandescente, create da un generatore che porta sulla schiena.
1. ↑  Il termine volume è usato in lingua inglese, in questo contesto, per indicare le serie, pertanto Vol. 1 sta per prima serie, Vol. 2 per seconda serie e così via.